# Pterygotrigla tagala
Pterygotrigla tagala és una espècie de peix pertanyent a la família dels tríglids.

## Descripció
- Fa 10,9 cm de llargària màxima.[5][6]

## Hàbitat
És un peix marí i batidemersal que viu entre 99-330 m de fondària.

## Distribució geogràfica
Es troba al Pacífic occidental central: les illes Filipines i Nova Caledònia.

## Costums
És bentònic.

## Observacions
És inofensiu per als humans.